# Dermacentor latus
Dermacentor latus är en fästingart som beskrevs av Cooley 1937. Dermacentor latus ingår i släktet Dermacentor och familjen hårda fästingar. Inga underarter finns listade i Catalogue of Life.